# 安德里伊夫卡 (沃尔诺瓦哈区的镇)
47°27′32″N 37°39′16″E / 47.45889°N 37.65444°E

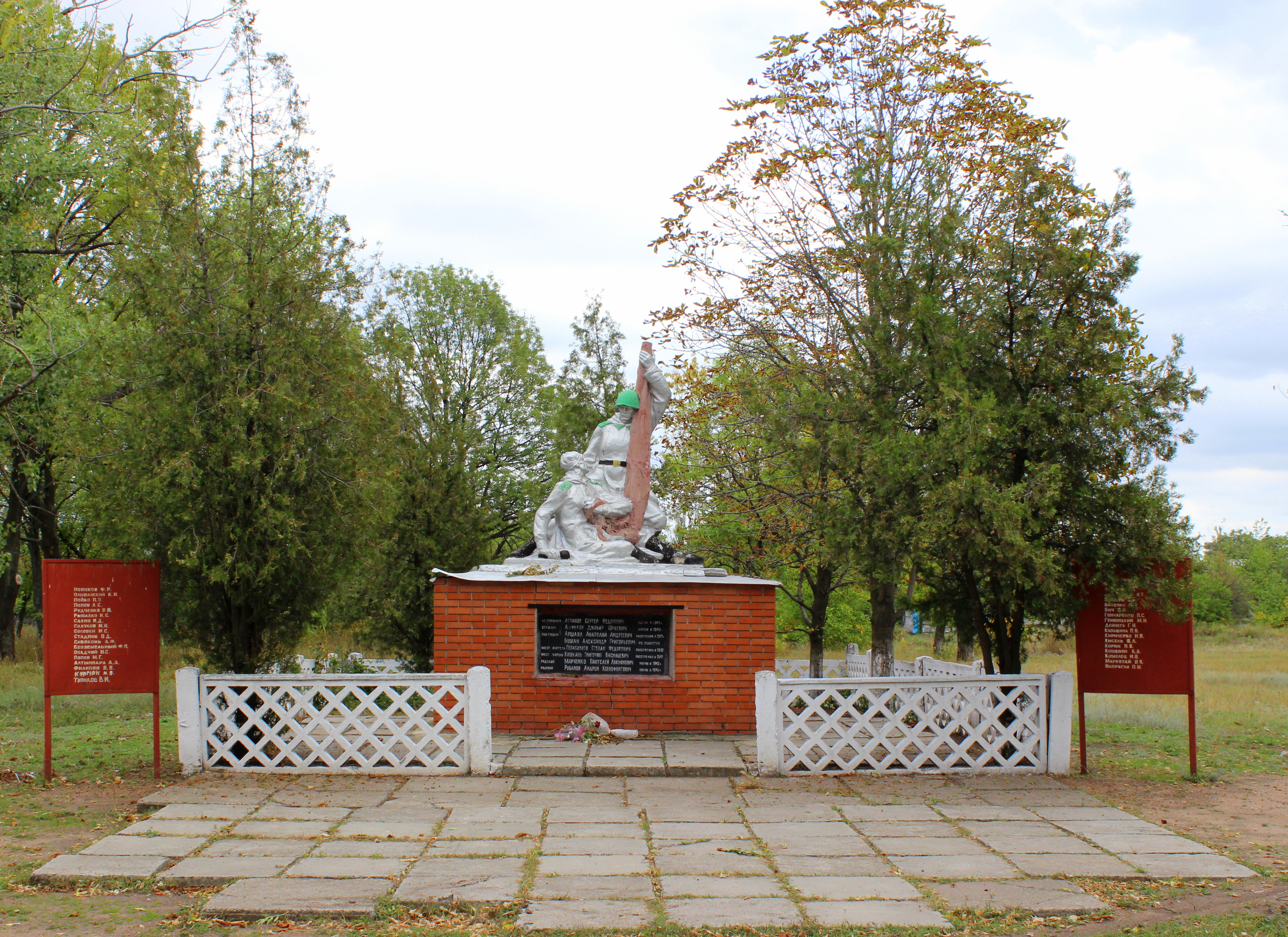
苏联战士和爱国者的墓地

安德里伊夫卡（羅馬化：Andriivka），亦译为安德烈耶夫卡，是烏克蘭東部頓涅茨克州沃爾諾瓦哈區米尔内市镇内的市級鎮。始建於1882年，面積19.8平方公里，海拔高度194米，2014年人口2,795，人口密度每平方公里141.16人。